# Бахрам Гур (памятник)
«Бахрам Гур» (азерб. Bəhram Gur) — памятник и одноимённый фонтан в столице Азербайджана, в городе Баку, на территории небольшого сквера на Проспекте Нефтяников перед городским фуникулёром. Бронзовая скульптура изображает героя поэмы Низами Гянджеви «Семь красавиц» сасанидского шахиншаха Ирана Бахрам Гура, убивающего мечом змееобразного дракона, обвившегося у его ног.

## История памятника
Установлен памятник в 1959 году, когда трое друзей-студентов — Аслан Рустамов, Альберт Мустафаев и Горхмаз Суджадинов принимали участие в конкурсе на оформительское улучшение Баку. Облик сказочного героя списан с Альберта Мустафаева. «Бахрам Гур» является одной из первых профессиональных работ заслуженного художника Азербайджана Горхмаза Суджадинова, а также первым в Азербайджане скульптурным памятником литературному герою одной из поэм Низами Гянджеви.
В середине сентября 2007 года памятник «Бахрам Гур» был перемещён для реставрации в фонд Союза художников Азербайджана, и через три месяца возвращён на прежнее место. Открытие отреставрированного фонтана и памятника состоялось 15 декабря 2007 года.

## В филателии
В 1997 году в Азербайджане была выпущена серия почтовых марок с изображением памятника.

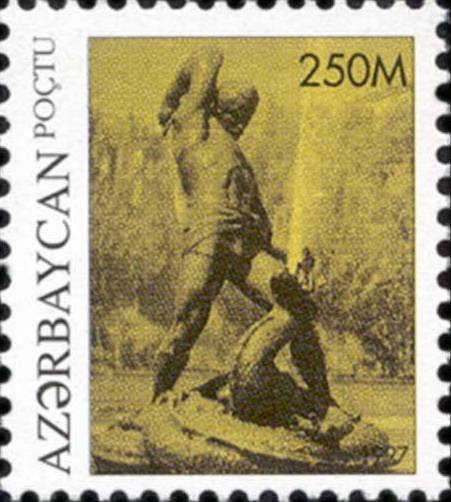
Почтовая марка Азербайджана, 1997